# 大不正解
「大不正解」（だいふせいかい）は、back numberの18枚目のシングル 。2018年8月22日にユニバーサルシグマから発売。

## 解説
17枚目のシングル「瞬き」から8ヶ月ぶりのリリース。初回盤と通常盤の2形態での発売。初回盤は「大不正解」のMVとメイキング映像などを収録したDVD付。

## 収録曲
| 全作詞・作曲: 清水依与吏、全編曲: back number (特記以外）。 |                                                          |            |            |
| #                                                           | タイトル                                                 | 作詞       | 作曲・編曲 |
| 1.                                                          | 「大不正解」(映画『銀魂2 掟は破るためにこそある』主題歌) | 清水依与吏 | 清水依与吏 |
| 2.                                                          | 「強化書」                                               | 清水依与吏 | 清水依与吏 |
| 3.                                                          | 「ロンリネス」                                           | 清水依与吏 | 清水依与吏 |
| 4.                                                          | 「大不正解 (instrumental)」                              | 清水依与吏 | 清水依与吏 |
| 5.                                                          | 「強化書 (instrumental)」                                | 清水依与吏 | 清水依与吏 |
| 6.                                                          | 「ロンリネス(instrumental)」                             | 清水依与吏 | 清水依与吏 |

表題曲大不正解のプロデュース及びアレンジメントには、同バンドの「高嶺の花子さん」や「SISTER」を手掛けた蔦谷好位置氏が加わっている。

### 初回限定盤DVD
1. 「大不正解」music video
2. 「大不正解」music of studio recording & music video & photo session
3. exclusive video

## タイアップ
| 曲名     | タイアップ                                 |
| -------- | ------------------------------------------ |
| 大不正解 | 映画『銀魂2 掟は破るためにこそある』主題歌 |